# Hurst, Illinois
Hurst là một thành phố thuộc quận Williamson, tiểu bang Illinois, Hoa Kỳ. Năm 2010, dân số của thành phố này là 795 người.

## Dân số
Dân số qua các năm:
- Năm 2000: 805 người.
- Năm 2010: 795 người.